# 하신토 바르킨
하신토 바르킨 리베로(스페인어: Jacinto Barquín Rivero, 1915년 9월 3일 ~ ?)는 쿠바의 전직 축구 선수로 선수 시절 포지션은 수비수였으며 1938년 FIFA 월드컵 국가대표팀 출신이다.

## 클럽 경력
선수로 뛰는 동안 CD 푸엔테스그란데스와 후벤투드 아투리아나에서 활동했으나 정확한 활동 시기는 물론 출장수와 득점수조차도 현재까지 알려진 바가 없다.

## 국가대표팀 경력
쿠바 축구 국가대표팀의 일원으로 엘살바도르의 수도 산살바도르에서 열린 1935년 중앙아메리카·카리브해 경기 대회에 참가하여 4위의 성적을 거둔 뒤 1938년 FIFA 월드컵에 참가하여 팀의 8강 진출에 기여했고 쿠바 대표팀 복귀 이후 1950년 FIFA 월드컵 북중미카리브 지역 예선에도 참가했다.

## 주요 기록

### 국가대표팀
쿠바
- 중앙아메리카·카리브해 경기 대회 : 4위 (1935)
- FIFA 월드컵 : 8강 (1938)

## 통계

### 국가대표팀
| #  | 날짜            | 장소       | 홈 팀      | 최종 결과 | 원정팀     | 대회                                   | 득점 | 비고 |
| -- | --------------- | ---------- | ---------- | --------- | ---------- | -------------------------------------- | ---- | ---- |
| 1  | 1935년 3월 24일 | 산살바도르 | 엘살바도르 | 4 - 1     | 쿠바       | 1935년 중앙아메리카·카리브해 경기 대회 | -    |      |
| 2  | 1935년 3월 25일 | 산살바도르 | 쿠바       | 3 - 0     | 온두라스   | 1935년 중앙아메리카·카리브해 경기 대회 | 1    |      |
| 3  | 1935년 3월 27일 | 산살바도르 | 쿠바       | 2 - 1     | 과테말라   | 1935년 중앙아메리카·카리브해 경기 대회 | 1    |      |
| 4  | 1935년 3월 30일 | 산살바도르 | 멕시코     | 6 - 1     | 쿠바       | 1935년 중앙아메리카·카리브해 경기 대회 | -    |      |
| 5  | 1935년 3월 31일 | 산살바도르 | 쿠바       | 1 - 2     | 코스타리카 | 1935년 중앙아메리카·카리브해 경기 대회 | -    |      |
| 6  | 1938년 6월 5일  | 툴루즈     | 쿠바       | 3 - 3     | 루마니아   | 1938년 FIFA 월드컵                     | -    |      |
| 7  | 1938년 6월 9일  | 툴루즈     | 쿠바       | 2 - 1     | 루마니아   | 1938년 FIFA 월드컵                     | -    |      |
| 8  | 1938년 6월 12일 | 앙티브     | 스웨덴     | 8 - 0     | 쿠바       | 1938년 FIFA 월드컵                     | -    |      |
| 9  | 1947년 7월 17일 | 아바나     | 쿠바       | 1 - 3     | 멕시코     | 1949년 북미 선수권 대회                | -    |      |
| 10 | 1947년 7월 20일 | 아바나     | 쿠바       | 5 - 1     | 미국       | 1949년 북미 선수권 대회                | -    |      |
| 11 | 1949년 9월 11일 | 멕시코시티 | 멕시코     | 2 - 0     | 쿠바       | 1938년 FIFA 월드컵 예선                | -    |      |
| 12 | 1949년 9월 14일 | 멕시코시티 | 쿠바       | 1 - 1     | 미국       | 1938년 FIFA 월드컵 예선                | -    |      |
| 13 | 1949년 9월 21일 | 멕시코시티 | 미국       | 5 - 2     | 쿠바       | 1938년 FIFA 월드컵 예선                | 1    |      |
| 14 | 1949년 9월 21일 | 멕시코시티 | 멕시코     | 3 - 0     | 쿠바       | 1938년 FIFA 월드컵 예선                | -    |      |